# George King (3e comte de Kingston)
Pour les articles homonymes, voir George King et King.
George King, 3e comte de Kingston (9 avril 1771 - 18 octobre 1839), titré vicomte Kingsborough de 1797 à 1799, est un noble irlandais.

## Biographie
Il est le fils de Robert King (2e comte de Kingston) du château de Mitchelstown, auquel il succède en 1799.

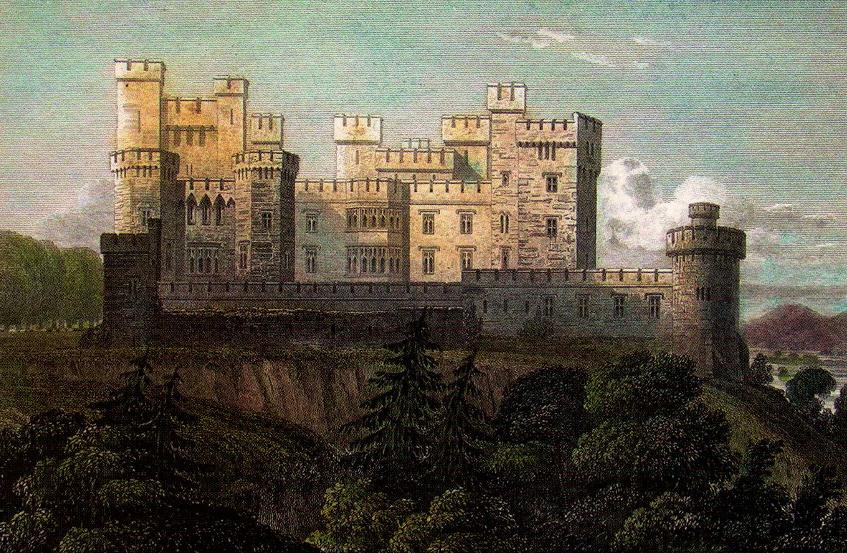
Peinture du début du XIXe siècle représentant le nouveau château de Mitchelston, aujourd'hui démoli

Il est élu député à la Chambre des communes irlandaise pour le comté de Roscommon en 1798, avant de quitter son siège l'année suivante lorsqu'il succède à son père à la pairie et prend brièvement son siège à la Chambre des lords irlandaise avant son abolition en 1800, après l'union avec la Grande-Bretagne. Il est créé baron Kingston dans la pairie du Royaume-Uni en 1821, lui donnant ainsi que ses descendants un siège automatique à la Chambre des lords britannique.
En 1823, il démolit la maison palladienne existante sur le domaine de Mitchelstown et la remplace par un nouveau château conçu par James et George Richard Pain. Il comptait 60 chambres principales et 20 chambres mineures, une galerie de 30 mètres de long, trois bibliothèques, une salle du matin, une salle à manger (pouvant accueillir 100 personnes assises) et divers autres équipements.
Le 5 mai 1794, il épouse Helena, fille de Stephen Moore (1er comte Mount Cashell). Ils ont six enfants, :
- Helena King (11 août 1793 - 20 novembre 1853), mariée à Philip Davies-Cooke le 8 décembre 1829
- Edward King (vicomte Kingsborough) (1795-1837), antiquaire qui est décédé avant son père
- Robert King (4e comte de Kingston) (1796-1867); son héritier
- George King (20 août 1798 - 2 mai 1801)
- James King (5e comte de Kingston) (1800-1869)
- Adelaide Charlotte King (décédée en août 1854), mariée le 2 août 1834 à Charles Tankerville Webber (décédé en mars 1854), fils de Daniel Webb Webber

La sœur de George King, Margaret King, épouse Stephen Moore, frère de son épouse Stephen Moore (2e comte Mount Cashell).